# Димитрій Чуповський
Димитрій Чуповський (мак. Димитрија Чуповски; 8 листопада 1878, Папрадіште — 29 жовтня 1940, Ленінград) — македонський громадський діяч, філолог і лексикограф. Автор підручників македонської мови.

## Біографія
Народився в селі Папрадіште (нині у складі общини Чашка) в Османській імперії (зараз Північна Македонія). Його батька вбили ще до його народження. Коли Чуповському було 10 років, його село спалили, і він з родиною оселився у Крушево, де народилася його мати. Вивчившись на торговця, він та його брати вирушили до Софії у пошуках роботи. У столиці нещодавно створеного Королівства Болгарія Чуповський працював протягом дня та навчався у школі, яку організували Даме Груєв, Петар Поп Арсов й інші студенти.
Продовжив здобувати освіту в Белграді та Санкт-Петербурзі. Проболгарський революціонер Христо Шалдєв, який тоді мешкав у Санкт-Петербурзі, характеризував Чуповського як людину, що розділяла проросійські погляди. За відомостями Шалдєва, члена таємного македонського гуртка в Санкт-Петербурзі та ВМРО, Чуповський перебував під впливом таких ідеологів, як сербські професори Стоян Новакович, Йован Цвіїч й Александр Белич. Особливо Новакович використав свою дипломатичну роль у Санкт-Петербурзі, щоб втілити свої ідеї в життя завдяки підтримці Македонського літературного товариства, заснованого у Санкт-Петербурзі 1902 року, та його македонських членів, як-от Чуповський.
Коли 1905 року Чуповський намагався організувати першу пан-македонську конференцію у Велесі, його вигнав з міста місцевий керівник ВМРО Іван Наумов, йому навіть погрожували розправою за його промакедонські й антиболгарські ідеї. Блаже Рістовський стверджував, що це сталося через інтриги місцевого болгарського митрополита та діяльності Шалдєва, який потім називав Чуповського сербським агентом, хоча пізніше у своїх мемуарах він представив лист від Чуповського, написаний 1904 року, в якому він виступає проти «сербської пропаганди в Македонії та її деструктивного впливу на людей». Деякі болгарські дослідники також вважають, що Чуповський був маргінальною фігурою і сербським агентом на службі Міністерства закордонних справ Російської імперії.
Після початку Балканської війни 1912 року і заняття територій Османської Македонії арміями Балканського союзу, Чуповський прибув 17 листопада до Софії, де зустрівся з частиною македонської еміграції, але без особливого успіху. 4 грудня прибув у Скоп'є, де зупинявся у будинку свого дядька і також зустрічався з місцевими жителями. Це спроба переконати їх прийняти його промакедонські ідеї також провалилася, і його відкинули навіть родичі.
Потім він вирушив у Велес, де організував панмакедонську конференцію, яка де-факто була зустріччю місцевих революціонерів із лівого крила ВМРО. Чуповський переконував їх надіслати представників на Лондонську мирну конференцію, щоб спробувати зберегти цілісність території колишньої Османської Македонії, проте ця спроба також закінчилася невдало. Потім Чуповський залишив територію Македонії та повернувся до Петербурга, де став ініціатором відправлення меморандуму про автономію Македонії до Великих Держав та інших країн Балканської ліги.
Він був одним із засновників Македонського літературного товариства у Санкт-Петербурзі 1902 року і був його президентом з 1902 до 1917 рік. Чуповський — автор великої кількості статей й офіційних документів, видавав бюлетень «Македонської колонії», організував низку македонських організацій. Писав вірші російською та македонською мовами. Випустив перший македонсько-російський словник, працював над публікаціями про македонську граматику й енциклопедичну монографію про Македонію та македонців. Склав етнічну та географічну карту Македонії.
У період з 1913 до 1914 рік Чуповський публікувався у петербурзькій газеті «Македонський Голос», в якій він і його соратники доводили існування македонського народу, що відрізняється від греків, болгар і сербів, і щосили намагаються популяризувати ідею незалежної Македонської держави.
Після Першої світової війни та Жовтневого перевороту в Росії політична активність Чуповського припинилася. Він емігрував до Радянської Росії і помер 29 жовтня 1940 року в Ленінграді. Останні праці Чуповського було втрачено під час бомбардувань Ленінграда 1942 році.